# Bogenspannerin

Ferdinand Lepcke in seinem Atelier mit der Bogenspannerin

Die Bogenspannerin ist eine um 1905 geschaffene Skulptur des Bildhauers Ferdinand Lepcke.

## Allgemeines

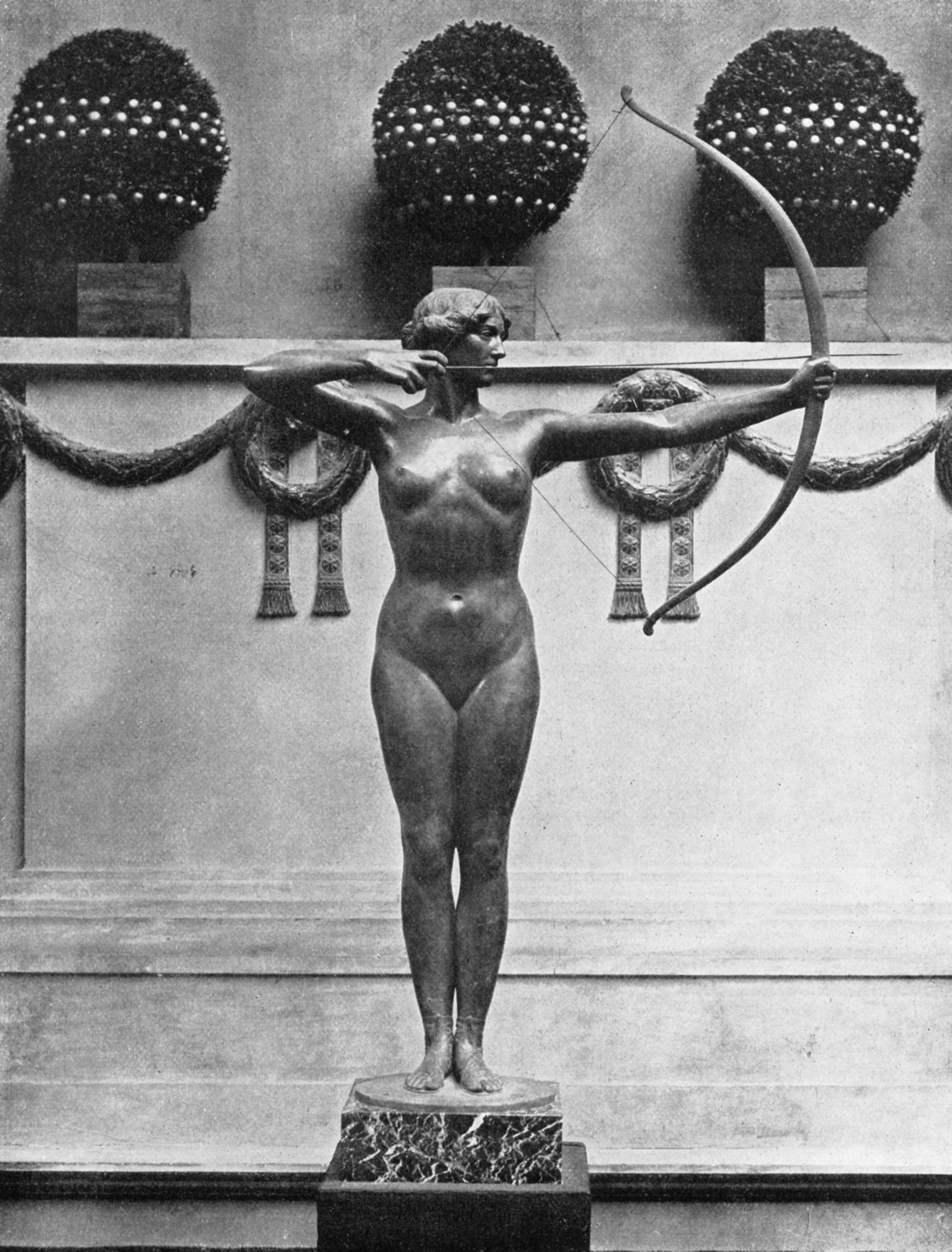
Die Bogenspannerin auf der Großen Berliner Kunstausstellung 1906

Erstmals präsentierte Ferdinand Lepcke seine Skulptur „Die Bogenspannerin“ auf der Großen Berliner Kunstausstellung 1906, die vom 28. April bis 30. September 1906 stattfand. Der Kunstkritiker Ernst Schur schrieb im Rahmen einer Ausstellungskritik in der Berliner Architekturwelt über die Skulptur: „Sie steht geschlossen da, spannt den Bogen und blickt seitlich aufs Ziel. Die kräftige, elastische Anspannung vor dem Absenden des Pfeils kommt in allen Gliedern gut zum Ausdruck. Es ist ein Akt von elastischer Kraft und Schönheit. Straffe, lebendige Form, die unwillkürlich groß wirkt und sich einprägt.“ Zusammenfassend beurteilt Schur Die Bogenspannerin und einen ebenfalls von Lepcke ausgestellten Studienkopf als „eine große Linie, es ist Stil drin.“ Auch auf der Münchener Jahresausstellung 1907, nochmals auf der Großen Berliner Kunstausstellung im Jahr 1908 und auf der Internationalen Kunstschau Wien 1909 wurde die Bogenspannerin gezeigt.
Die Skulptur wurde eines der erfolgreichsten Werke Lepckes. Güsse wurden in verschiedenen Größen von der Kunst- bzw. Bildgießerei Gladenbeck in Friedrichshagen und der Kunstgießerei Lauchhammer hergestellt und angeboten. Letztere erwarb die Lizenz zur Vervielfältigung der Bogenspannerin in Eisen und Bronze in allen Größen erst im Jahr 1917 von Oskar Lepcke, dem Bruder Ferdinands. Zwanzig Prozent des Verkaufspreises gingen von der Gießerei in Lauchhammer an die Nachfahren Lepckes. 1929 bot die Kunstgießerei Lauchhammer Bogenspannerinnen in den Größen von 44, 75½ und 180 cm an. Mindestens zehn lebensgroße Bogenspannerinnen sind weit nach dem Tode Lepckes in Lauchhammer gegossen worden. Bei Gladenbeck waren um 1910 für den größeren Markt Bogenspannerinnen in den Größen 58 und 80 cm im Angebot.
Im Kunstgussmuseum Lauchhammer befindet sich ein lebensgroßes Gipsmodell der Bogenspannerin. Ein weiteres lebensgroßes Gipsmodell befand sich im Besitz der Städtischen Sammlungen Coburg. Hierbei soll es sich unter Umständen um das von Lepcke geformte Original gehandelt haben. Das Coburger Gipsmodell gilt als verschollen.
Während von kleineren Größen eine relativ große Anzahl von Abgüssen hergestellt wurde, ist die Anzahl der lebensgroßen Bogenspannerinnen begrenzt. Die bekannten Exemplare befinden sich meist im öffentlichen Raum.

## Bogenspannerin Heringsdorf

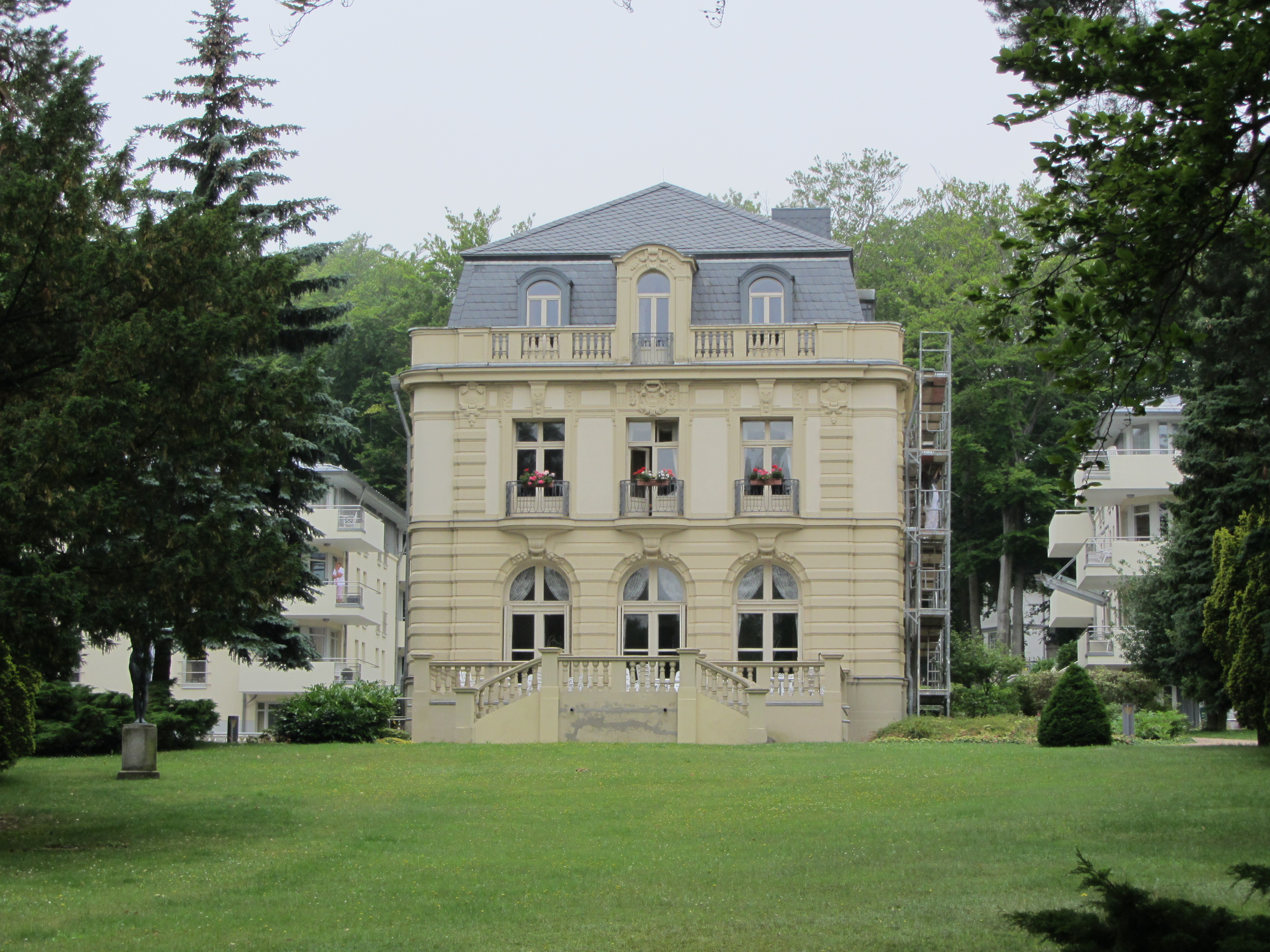
Links vor der Villa, teilweise verdeckt, steht die Heringsdorfer Bogenspannerin

Der Bankier Gerson von Bleichröder ließ 1908 für seinen Sohn Hans in Heringsdorf eine Villa errichten. In den weitläufigen Gartenanlagen wurde eine bei Gladenbeck gegossene Bogenspannerin aufgestellt. Villa und Garten mit Bogenspannerin sind heute eine noble Ferienunterkunft.

## Bogenspannerin Berlin-Mitte

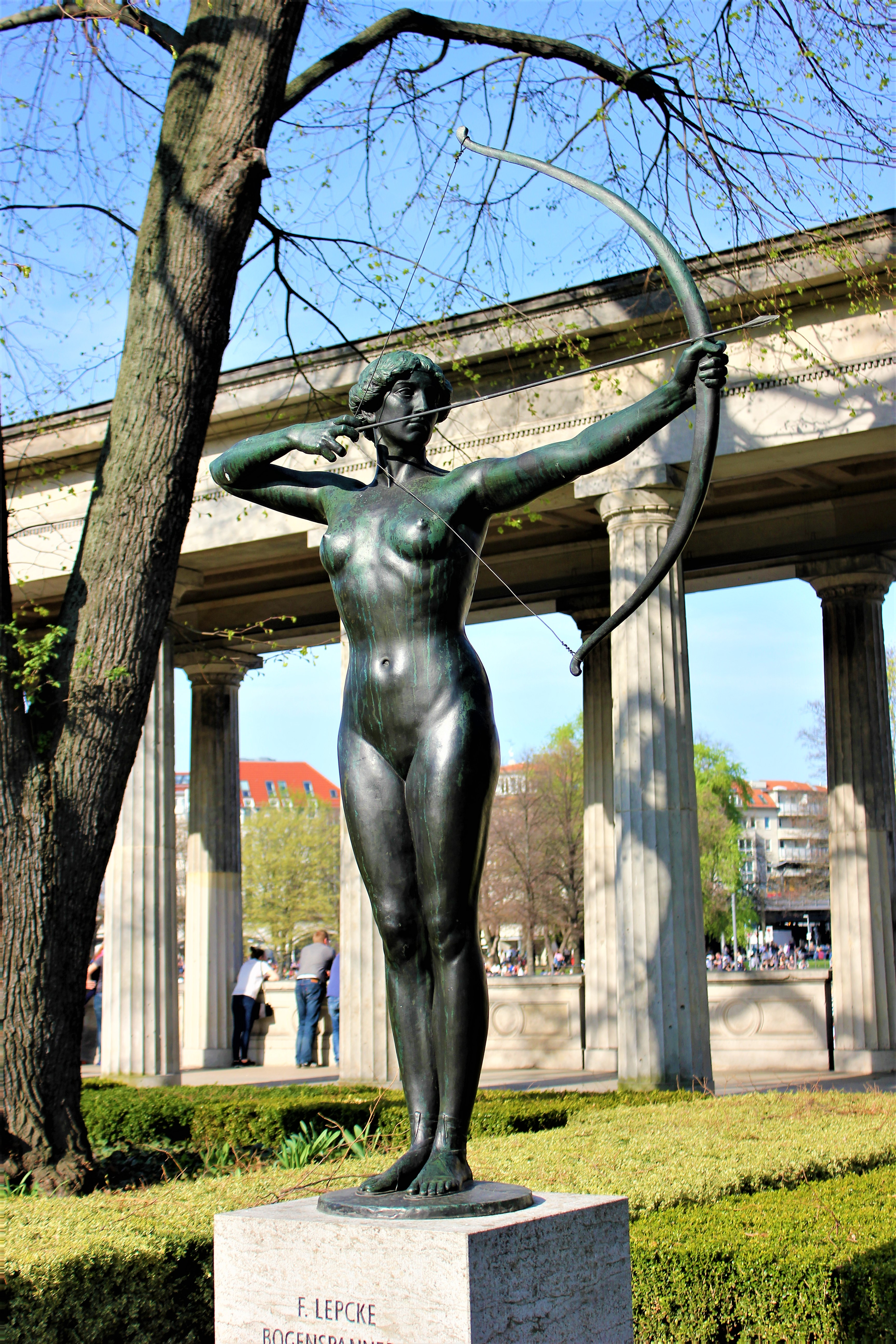
Bogenspannerin Berlin-Mitte

Im Jahr 1909 wurde von der Berliner Nationalgalerie eine von Gladenbeck gegossene lebensgroße Bogenspannerin aus dem Nachlass Ferdinand Lepckes erworben und im Kolonnadenhof aufgestellt. Eine Fotografie von Friedrich Seidenstücker zeigt die Bogenspannerin im Jahr 1947 vor der Alten Nationalgalerie. Zu diesem Zeitpunkt wies sie einige Beschussschäden aus dem Zweiten Weltkrieg auf. Von 1951 bis 1969 befand sich dieses Exemplar der Bogenspannerin dann im Garten des Schlosses Schönhausen, bis 1960 Sitz des Präsidenten der DDR. Von 1971 bis 1995 war die Bogenspannerin an Lothar Bolz, ehemaliger Minister für Auswärtige Angelegenheiten der DDR und Vorsitzender der Nationaldemokratischen Partei Deutschlands (NDPD), ausgeliehen. Nach einer umfangreichen Sanierung wurde sie 2010 wieder im Kolonnadenhof vor der Alten Nationalgalerie aufgestellt.

## Bogenspannerin Bydgoszcz

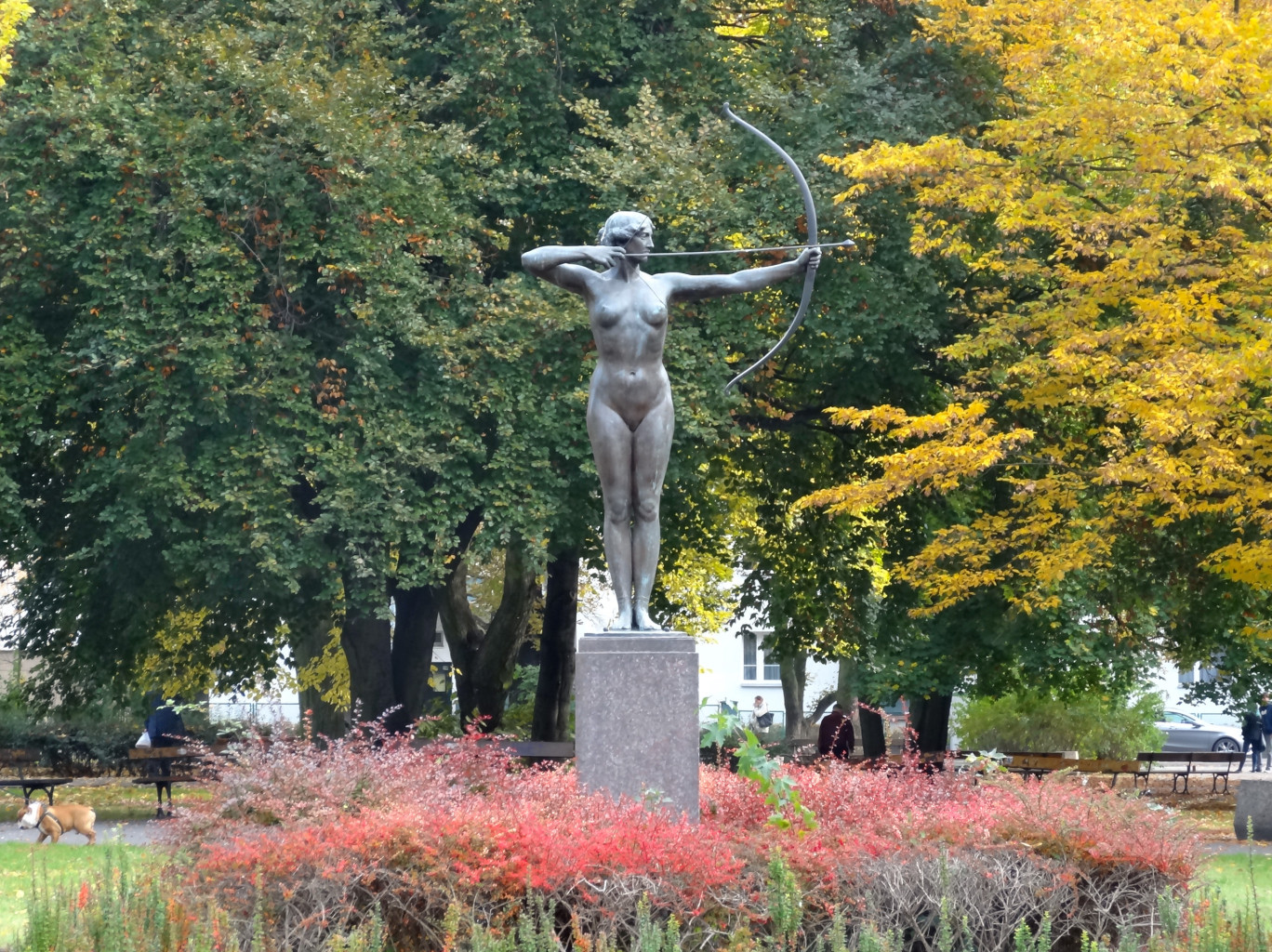
Bogenspannerin Bydgoszcz

Von Mai bis Juni 1910 wurde in Bromberg, dem heutigen Bydgoszcz, auf einer Kunstausstellung eine 80 cm große Version der Bogenspannerin gezeigt. Daraufhin stiftete der in Bromberg ansässige Bankier Louis Aronsohn eine lebensgroße Skulptur. Diese wurde im September 1910 im Stadttheatergarten zwischen Theater und Brahe aufgestellt. In den 1920er Jahren wurde die Skulptur an ihren heutigen Standort in den Park Jana Kochanowskiego versetzt.

## Bogenspannerin Coburg

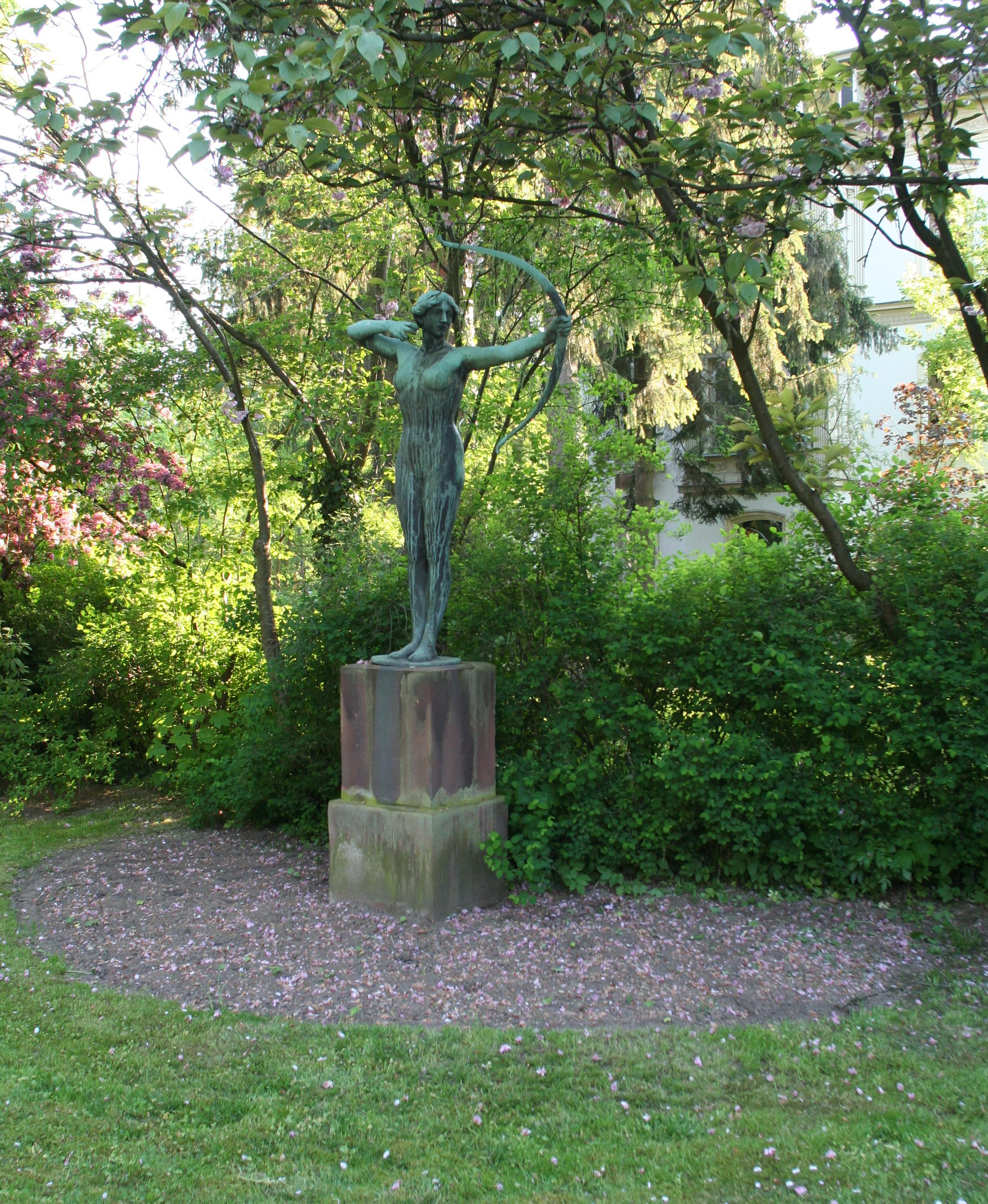
Bogenspannerin Coburg

In Coburg, der Geburtsstadt von Ferdinand Lepcke, wurde 1912 eine bei Gladenbeck gegossene, lebensgroße Bogenspannerin an der Bahnhofstraßenbrücke aufgestellt.

## Bogenspannerin Berlin-Nikolassee

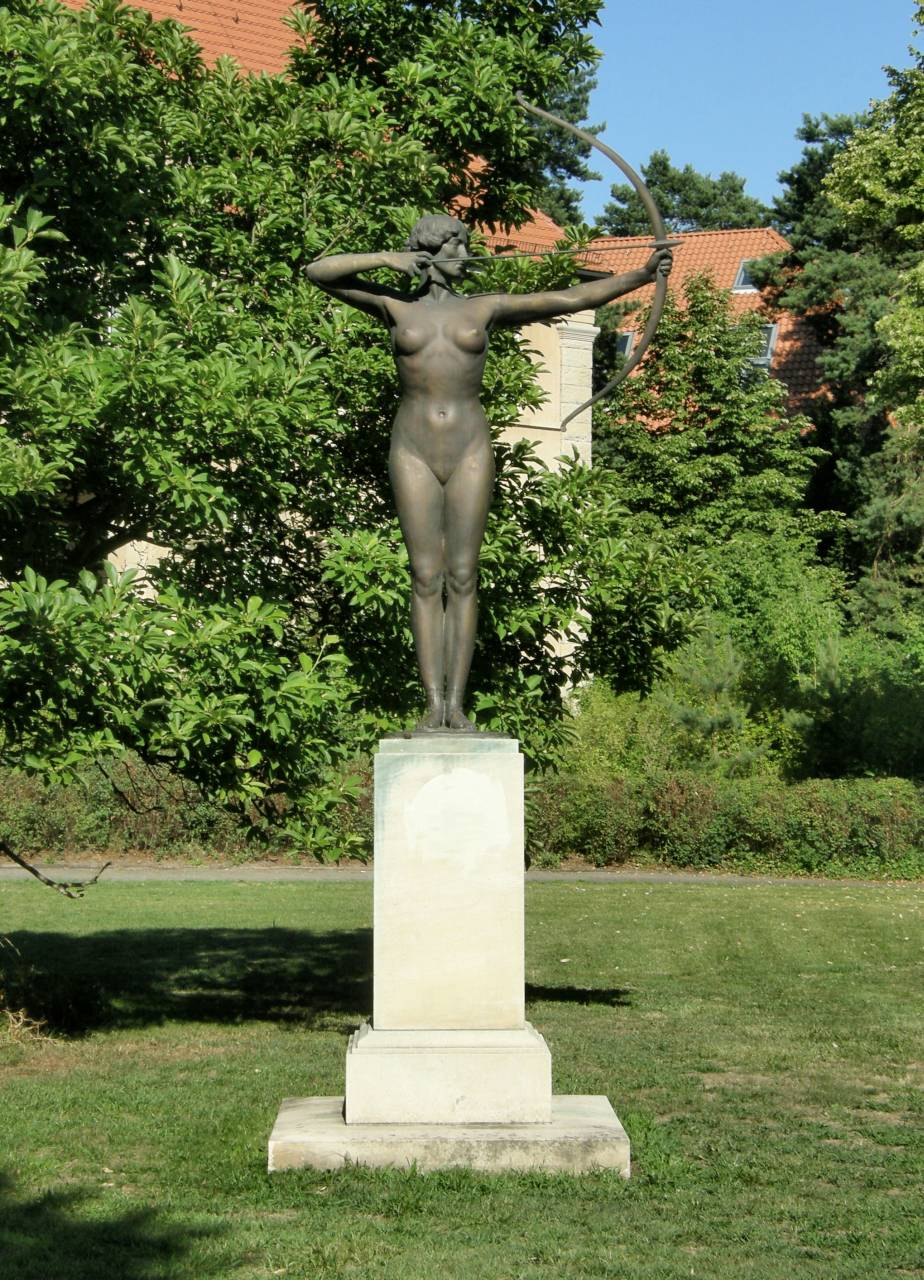
Bogenspannerin Berlin-Nikolassee

Vor dem Rathaus des Berliner Ortsteils Nikolassee wurde im Jahr 1925 eine Bogenspannerin auf dem Hohenzollernplatz aufgestellt. Diese Skulptur wurde dem Berliner Bezirk Zehlendorf von „der im Bezirk Zehlendorf ansässigen Familie des verstorbenen Künstlers und anderen Bürgern“ sowie dem Verein Nikolassee geschenkt. Das Original ist seit dem Zweiten Weltkrieg verschollen. 1997 wurde auf Basis der Bogenspannerin der Nationalgalerie ein Neuguss durch die Kunstgießerei Lauchhammer angefertigt und 1999 an annähernd alter Stelle aufgestellt. Die Kosten für Neuguss und Wiederaufstellung beliefen sich auf 65.000 DM. 

## Bogenspannerin Hannover
In den Wallanlagen an der Prinzenstraße in Hannover wurde 1928 eine bronzene Bogenspannerin aufgestellt. Die Finanzierung erfolgte durch die Fritz-Behrens-Stiftung. Bei der Skulptur handelt es sich um eine 1928 in der Kunstgießerei Lauchhammer im Auftrag von Oskar Lepcke, dem Bruder Ferdinand Lepckes, angefertigte lebensgroße Bronze. Oskar Lepcke bot die Skulptur günstig der Stadt Hannover an, knüpfte das Angebot aber an die Bedingung, dass die Bogenspannerin im öffentlichen Raum aufzustellen ist. Die Stadt Hannover ging auf das Angebot ein. Bis 1940 ist die Statue dort nachweisbar, danach ist sie verschollen.

## Bogenspannerin Wilhelmshaven

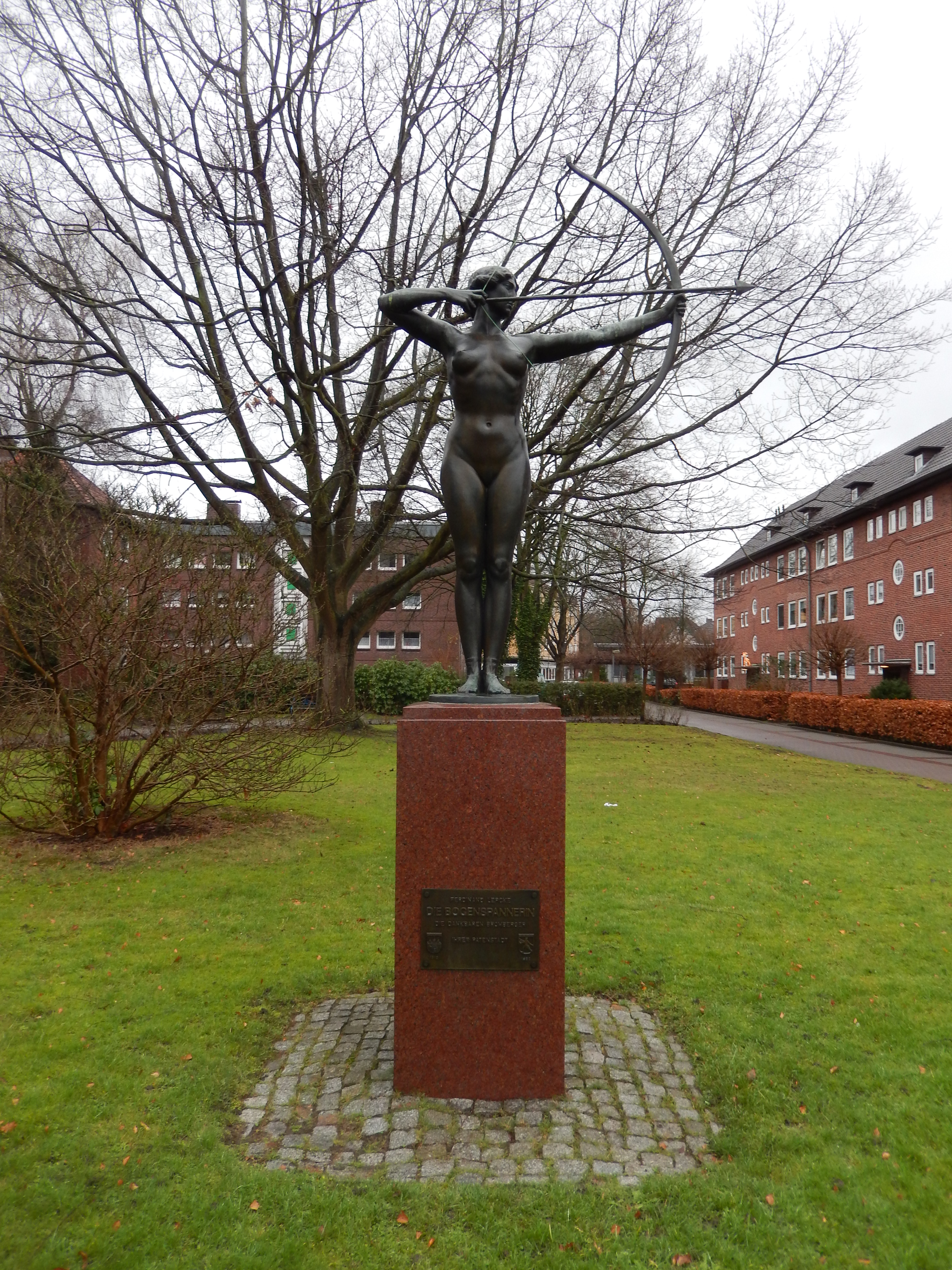
Bogenspannerin Wilhelmshaven

In Wilhelmshaven, einer Patenstadt von Bydgoszcz, wurde 1982 auf dem Störtebekerplatz in der Nähe des Rathauses eine Bogenspannerin aufgestellt. Hierbei handelt es sich um einen Abguss der Bogenspannerin aus Coburg.

## Bogenspannerin Wetzlar
In Wetzlar wurde 2006 eine Bogenspannerin vor der Spilburg-Kaserne aufgestellt. Hierbei handelt es sich um eine Kopie, die durch die Glocken- und Kunstgießerei Rincker hergestellt wurde.

## Belege
1. ↑  Katalog Große Berliner Kunstausstellung 1906, S. 121 (Digitalisat).
2. ↑  Ernst Schnur: Architektur, Plastik, Kunstgewerbe auf der Großen Berliner Kunstausstellung 1906. In: Berliner Architekturwelt, Jahrgang 9, Heft 4 (Juli 1906), S. 126 (Digitalisat).
3. ↑  In: Die Kunst – Monatsheft für freie und angewandte Kunst, 22. Jahrgang, Nr. 24 (15. September 1907), S. 583 (Digitalisat).
4. ↑  Katalog Große Berliner Kunstausstellung 1908, S. 85 (Digitalisat).
5. ↑  Katalog Internationalen Kunstschau Wien 1909, S. 56 (Digitalisat).
6. ↑  Nicky Heise, Susanne Kähler, Klaus Weschenfelder: Ferdinand Lepcke (1866–1909) – Monographie und Werkverzeichnis. Coburg 2012, S. 201
7. ↑  Katalog Lauchhammer Bildguß, 1929, S. 116.
8. ↑  Verkaufsangebot einer lebensgroßen Bogenspannerin, signiert mit Marke der Kunstgießerei Lauchhammer und Exemplar-Nummer „2/10“ (= Nummer 2 von 10).
9. ↑  Inge Kießhauer, Rolf Kießhauer: Bronzenes für Berlin / Auf den Spuren von Denkmälern und Skulpturen aus den Gladenbeckschen Bronzegießereien, Berlin und Friedrichshagen (=Friedrichshagener Heft Nr. 38–40). Berlin 2001, S. 282.
10. ↑  Die Bogenspannerin und die Phryne v. Ferdinand Lepcke im Kunstgussmuseum Lauchhammer.
11. ↑  Nicky Heise, Susanne Kähler, Klaus Weschenfelder: Ferdinand Lepcke (1866–1909) – Monographie und Werkverzeichnis. Coburg 2012, S. 199–201
12. ↑  Nicky Heise, Susanne Kähler, Klaus Weschenfelder: Ferdinand Lepcke (1866–1909) – Monographie und Werkverzeichnis. Coburg 2012, S. 206
13. 1 2  Bernhard Maaz (Hrsg.): Nationalgalerie Berlin / Das XIX. Jahrhundert / Bestandskatalog der Skulpturen (Band 1). E. A. Seemann Verlag, Berlin 2006, S. 378 f
14. ↑  Neue Zeit, 18. Januar 1993, S. 13.
15. ↑  Seidenstücker-Foto der Bogenspannerin von 1947
16. ↑  Nicky Heise, Susanne Kähler, Klaus Weschenfelder: Ferdinand Lepcke (1866–1909) – Monographie und Werkverzeichnis. Coburg 2012, S. 210
17. ↑  Nicky Heise, Susanne Kähler, Klaus Weschenfelder: Ferdinand Lepcke (1866–1909) – Monographie und Werkverzeichnis. Coburg 2012, S. 209
18. ↑  760. Vorlage (Kunst) — zur Beschlußfassung —, betr. Anschaffung von Kunstwerken vom 22. September 1926. In: Vorlagen für die Stadtverordnetenversammlung der Stadt Berlin 1926, S. 544. (Digitalisat)
19. ↑  Nicky Heise, Susanne Kähler, Klaus Weschenfelder: Ferdinand Lepcke (1866–1909) – Monographie und Werkverzeichnis. Coburg 2012, S. 208
20. ↑  Chronik der Stadt Hannover von den Anfängen bis 1988
21. ↑  Nicky Heise, Susanne Kähler, Klaus Weschenfelder: Ferdinand Lepcke (1866–1909) – Monographie und Werkverzeichnis. Coburg 2012, S. 201–203
22. ↑  „Bogenspannerin“ steht. In: Wetzlarer Neue Zeitung vom 24. März 2006.